# 浄念寺 (桶川市)
浄念寺（じょうねんじ）は、埼玉県桶川市にある浄土宗の寺院。

## 歴史
開山は1595年（文禄4年）に寂した正蓮社団誉で、開基は1368年（貞治7年）に寂した朗海である。この矛盾について、江戸時代後期の地誌『新編武蔵風土記稿』では、「まず最初に朗海が庵を結び、後に団誉が寺院として整備した」旨を説明している。1656年（明暦2年）の火災により、記録を失ってしまったために詳細は不明となっている。
当初は、現在の千葉県松戸市の東漸寺の末寺であったが、明暦の火災後に再建した際に、中興の鸞誉が現在の同県鴻巣市の勝願寺の出身であったことから、勝願寺の末寺となった。

## 交通アクセス
- 桶川駅より徒歩6分。